# Craignure

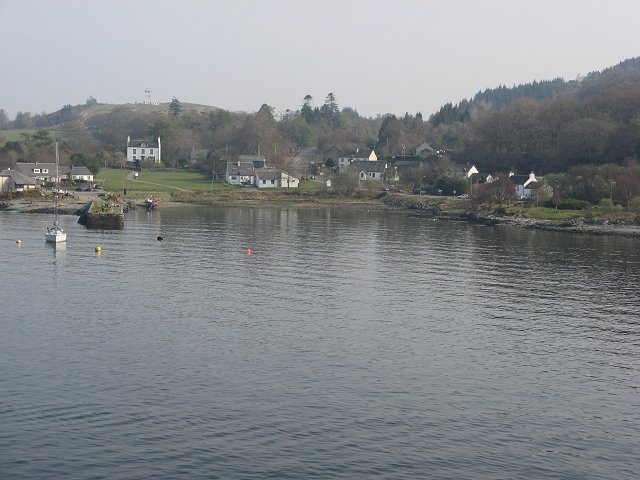
Craignure från söder

Craignure är en mindre ort på den skotska ön Isle of Mull, belägen på öns östra sida. Craignure har cirka 200 invånare.

## Kommunikationer
Craignure har en för ön viktig hamn, varifrån färjeförbindelse finns med Oban på skotska fastlandet. Söder om viken ligger en brygga uppförd 1894. Numera används en nyare brygga byggd 1964 . Väg A849 passerar orten och buss går till byarna Fionnport och Tobermory. I Craignure finns en järnvägsstation för den smalspåriga (spårvidd 260 mm) turistjärnvägen Isle of Mull Railway.

## Sevärdheter
Nära Craignure finns två slott, Duart och Torosay. Det senare nås med den lilla järnvägen. Ett värdshus finns på orten.